# Festival di Cannes 2019

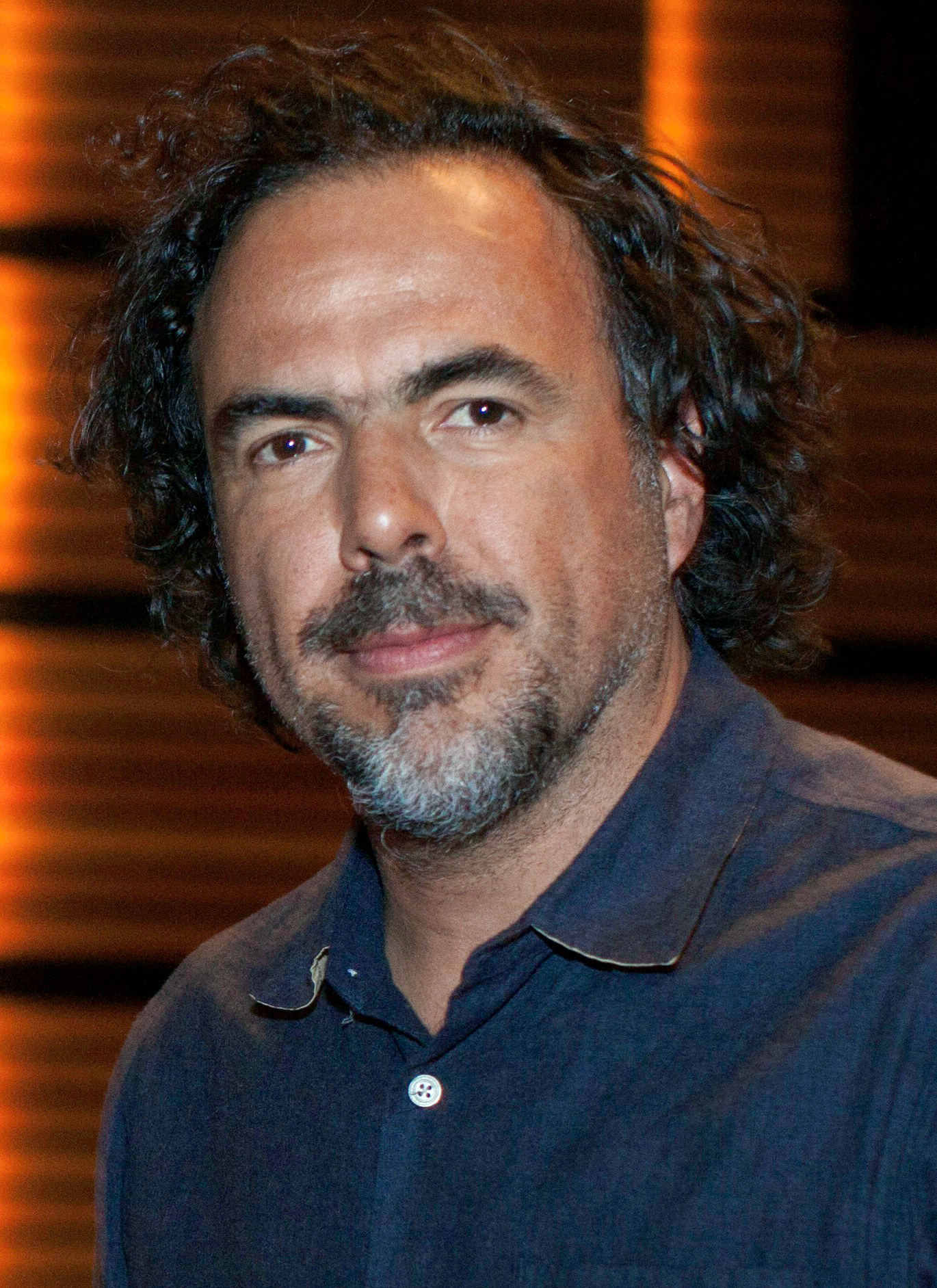
Alejandro González Iñárritu, presidente di giuria

La 72ª edizione del Festival di Cannes si è svolta a Cannes dal 14 al 25 maggio 2019.
Il regista messicano Alejandro González Iñárritu è stato il presidente della giuria. Il film d'apertura è stato I morti non muoiono di Jim Jarmusch, mentre Hors normes di Olivier Nakache e Éric Toledano è stato quello di chiusura. L'attore Édouard Baer ha presentato la cerimonia d'apertura e di chiusura della kermesse, per la quarta volta dopo le edizioni del 2008, 2009 e 2018.
La locandina della 72ª edizione è un omaggio alla regista Agnès Varda, scomparsa il 29 marzo 2019, ritratta sul set del suo primo film La pointe courte.
La Palma d'oro è stata assegnata al coreano Parasite di Bong Joon-ho.

## Selezione ufficiale
La lista dei lungometraggi componenti la selezione ufficiale del Festival è stata annunciata il 18 aprile 2019, con l'aggiunta di alcuni titoli annunciata il 2 maggio seguente. I cortometraggi in concorso e nella sezione Cinéfondation sono stati annunciati il 19 aprile. Il film della sezione Cannes Classics sono stati annunciati il 26 aprile.

### Concorso
- Atlantique, regia di Mati Diop (Francia, Senegal, Belgio)
- Bacurau, regia di Kleber Mendonça Filho e Juliano Dornelles (Brasile, Francia)
- C'era una volta a... Hollywood (Once Upon a Time in... Hollywood), regia di Quentin Tarantino (Stati Uniti d'America, Regno Unito)
- Dolor y gloria, regia di Pedro Almodóvar (Spagna)
- L'età giovane (Le jeune Ahmed), regia di Jean-Pierre e Luc Dardenne (Belgio)
- Frankie, regia di Ira Sachs (Francia, Portogallo, Belgio, Stati Uniti d'America)
- Il lago delle oche selvatiche (Nánfāng chēzhàn de jùhuì), regia di Diao Yinan (Cina, Francia)
- La Gomera - L'isola dei fischi (La Gomera), regia di Corneliu Porumboiu (Romania, Francia, Germania)
- Little Joe, regia di Jessica Hausner (Austria, Regno Unito, Germania)
- Matthias & Maxime, regia di Xavier Dolan (Canada)
- Mektoub, My Love - Intermezzo, regia di Abdellatif Kechiche (Francia, Italia)
- I morti non muoiono (The Dead Don't Die), regia di Jim Jarmusch (Stati Uniti d'America) - film d'apertura[4]
- I miserabili (Les Misérables), regia di Ladj Ly (Francia)
- Il paradiso probabilmente (It Must Be Heaven), regia di Elia Suleiman (Francia, Canada)
- Parasite (Gisaengchung), regia di Bong Joon-ho (Corea del Sud)
- Ritratto della giovane in fiamme (Portrait de la jeune fille en feu), regia di Céline Sciamma (Francia)
- Roubaix, una luce nell'ombra (Roubaix, une lumière), regia di Arnaud Desplechin (Francia)
- Sibyl, regia di Justine Triet (Francia)
- Sorry We Missed You, regia di Ken Loach (Regno Unito, Francia, Belgio)
- Il traditore, regia di Marco Bellocchio (Italia, Francia, Brasile, Germania)
- La vita nascosta - Hidden Life (A Hidden Life), regia di Terrence Malick (Stati Uniti d'America, Germania)

### Un Certain Regard
- Adam, regia di Maryam Touzani (Marocco, Francia, Qatar)
- Bull, regia di Annie Silverstein (Stati Uniti d'America)
- The Climb, regia di Michael Angelo Covino (Stati Uniti d'America)
- Evge, regia di Nariman Aliev (Ucraina)
- La famosa invasione degli orsi in Sicilia, regia di Lorenzo Mattotti (Francia, Italia)
- La femme de mon frère, regia di Monia Chokri (Canada)
- L'hotel degli amori smarriti (Chambre 212), regia di Christophe Honoré (Francia, Belgio, Lussemburgo)
- Jeanne, regia di Bruno Dumont (Francia)
- Les hirondelles de Kaboul, regia di Zabou Breitman e Eléa Gobbé-Mévellec (Francia)
- Liberté, regia di Albert Serra (Francia, Spagna, Portogallo, Germania)
- Liù yù tiān, regia di Zu Feng (Cina)
- Odnaždy v Trubčevske, regia di Larisa Sadilova (Russia)
- O que arde, regia di Oliver Laxe (Spagna, Francia, Lussemburgo)
- Non conosci Papicha (Papicha), regia di Mounia Meddour (Francia)
- Port Authority, regia di Danielle Lessovitz (Stati Uniti d'America)
- La ragazza d'autunno (Dylda), regia di Kantemir Balagov (Russia)
- La vita invisibile di Eurídice Gusmão (A vida invisível), regia di Karim Aïnouz (Brasile, Germania)
- Zhuó rén mìmì, regia di Midi Z (Taiwan)

### Fuori concorso
- La belle époque, regia di Nicolas Bedos (Francia)
- Diego Maradona, regia di Asif Kapadia (Regno Unito)
- Hors normes, regia di Olivier Nakache e Éric Toledano (Francia) - film di chiusura[5]
- I migliori anni della nostra vita (Les plus belles années d'une vie), regia di Claude Lelouch (Francia)
- Rocketman, regia di Dexter Fletcher (Regno Unito, Stati Uniti d'America)[14]
- Too Old to Die Young – serie TV, episodi 1x04-1x05 (Stati Uniti d'America)

#### Proiezioni di mezzanotte
- Akinjeon, regia di Lee Won-tae (Corea del Sud)
- Lux æterna, regia di Gaspar Noé (Francia)

### Proiezioni speciali
- 5B, regia di Dan Krauss (Stati Uniti d'America)
- Alla mia piccola Sama (For Sama), regia di Waad Al-Khateab e Edward Watts (Siria, Regno Unito)
- Chicuarotes, regia di Gael García Bernal (Messico)
- La cordillera de los sueños, regia di Patricio Guzmán (Cile)
- Être vivant et le savoir, regia di Alain Cavalier (Francia)
- Family Romance, LLC., regia di Werner Herzog
- Ice on Fire, regia di Leila Conners (Stati Uniti d'America, Costa Rica, Regno Unito, Francia, Croazia, Germania, Islanda, Norvegia, Svizzera)
- Que sea ley, regia di Julio Solanas (Argentina)
- Share, regia di Pippa Bianco (Stati Uniti d'America)
- Tommaso, regia di Abel Ferrara (Italia)

### Cortometraggi in concorso
- All Inclusive, regia di Teemu Nikki (Finlandia)
- Anna, regia di Dekel Berenson (Ucraina, Israele, Regno Unito)
- La distance entre nous et le ciel, regia di Vasilis Kekatos (Grecia, Francia)
- Le grand saut, regia di Vanessa Dumont e Nicolas Davenel (Francia)
- L'heure de l'ours, regia di Agnès Patron (Francia)
- Ingen lyssnar, regia di Elin Övergaard (Svezia)
- Monstruo Dios, regia di Agustina San Martín (Argentina)
- Parparim, regia di Yona Rozenkier (Israele)
- La siesta, regia di Federico Luis Tachella (Argentina)
- The Van, regia di Erenik Beqiri (Albania, Francia)
- White Echo, regia di Chloë Sevigny (Stati Uniti d'America)

### Cinéfondation
- Adam, regia di Shoki Lin – Università tecnologica Nanyang (Singapore)
- Ahogy eddig, regia di Katalin Moldovai – Budapesti Metropolitan Egyetem (Ungheria)
- Ambience, regia di Wisam Al Jafari – Dar al-Kalima University College of Arts and Culture (Palestina)
- Bamboe, regia di Flo Van Deuren – Erasmushogeschool Brussel (Belgio)
- Duszyczka, regia di Barbara Rupik – Scuola nazionale di cinema, televisione e teatro Leon Schiller di Łódź (Polonia)
- Favoriten, regia di Martin Monk – Filmakademie Wien (Austria)
- Hiêu, regia di Richard Van – California Institute of the Arts (Stati Uniti d'America)
- Jeremiah, regia di Kenya Gillespie – Università del Texas ad Austin (Stati Uniti d'America)
- Mano a mano, regia di Louise Courvoisier – CinéFabrique (Francia)
- Netek, regia di Yarden Lipshitz Louz – HaMikhlela HaAkademit Sapir (Israele)
- Pura vida, regia di Martin Gonda – Vysoká škola múzických umení v Bratislava (Slovacchia)
- Reonghee, regia di Yeon Jegwang – Han-guk Yesul Jonghap Hakgyo (Corea del Sud)
- Roadkill, regia di Leszek Mozga – University of the Arts London (Regno Unito)
- Rosso: La vera storia falsa del pescatore Clemente, regia di Antonio Messana – La Fémis (Francia)
- Slozhnopodchinennoe, regia di Olesya Yakovleva – Università statale di San Pietroburgo (Russia)
- Solar Plexus, regia di David McShane – National Film and Television School (Regno Unito)
- Sto dvacet osm tisíc, regia di Ondřej Erban – Filmová a televizní fakulta Akademie múzických umění v Praze (Repubblica Ceca)

### Cannes Classics
- L'âge d'or, regia di Luis Buñuel (1930, Francia)
- Gli amori di una bionda (Lásky jedné plavovlásky), regia di Miloš Forman (1965, Cecoslovacchia)
- Caméra d'Afrique, regia di Férid Boughedir (1983, Tunisia, Francia)
- Il cielo è vostro (Le ciel est à vous), regia di Jean Grémillon (1943, Francia)
- I dannati di Varsavia (Kanał), regia di Andrzej Wajda (1957, Polonia)
- Dào mǎ zéi, regia di Tian Zhuangzhuang e Peicheng Pan (1986, Cina)
- The Doors, regia di Oliver Stone (1991, Stati Uniti d'America)
- Easy Rider, regia di Dennis Hopper (1969, Stati Uniti d'America) - 50º anniversario
- I figli della violenza (Los olvidados), regia di Luis Buñuel (1950, Messico)
- Hushi riji, regia di Jin Tao (1957, Cina)
- La leggenda del serpente bianco (Hakujaden), regia di Taiji Yabushita (1958, Giappone)
- Miracolo a Milano, regia di Vittorio De Sica (1950, Italia)
- Moulin Rouge, regia di John Huston (1952, Regno Unito)
- Nazarín, regia di Luis Buñuel (1958, Messico)
- Non ho ucciso (125, rue Montmartre), regia di Gilles Grangier (1959, Francia)
- Pasqualino settebellezze, regia di Lina Wertmüller (1975, Italia)
- Plogoff, des pierres contre des fusils, regia di Nicole Le Garrec (1980, Francia)
- Quattro delitti in allegria (La cité de la peur, une comédie familiale), regia di Alain Berbérian (1994, Francia)
- Shining (The Shining), regia di Stanley Kubrick (1980, Regno Unito, Stati Uniti d'America)
- A tanú, regia di Péter Bacsó (1969, Ungheria)
- Tetri karavani, regia di Eldar Shengelaia e Tamaz Meliava (1964, Georgia)
- Toni, regia di Jean Renoir (1935, Francia)

#### Documentari
- Cinecittà - I mestieri del cinema: Bernardo Bertolucci, regia di Mario Sesti (Italia)
- Forman vs. Forman, regia di Helena Třeštíková e Jakub Hejna (Repubblica Ceca, Francia)
- Making Waves: The Art of Cinematic Sound, regia di Midge Costin (Stati Uniti d'America)
- La passione di Anna Magnani, regia di Enrico Cerasuolo (Italia, Francia)
- Les silences de Johnny, regia di Pierre-William Glenn (Francia)

## Quinzaine des Réalisateurs
La lista dei film componenti la sezione della Quinzaine des Réalisateurs è stata annunciata il 23 aprile 2019.

### Lungometraggi
- Alice e il sindaco (Alice et le maire), regia di Nicolas Pariser (Francia)
- And Then We Danced, regia di Levan Akin (Svezia, Georgia)
- Ang hupa, regia di Lav Diaz (Filippine, Cina)
- Canción sin nombre, regia di Melina León (Perù, Spagna, Svizzera)
- Doppia pelle (Le daim), regia di Quentin Dupieux (Francia) - film d'apertura[16]
- Une fille facile, regia di Rebecca Zlotowski (Francia)
- Ghost Tropic, regia di Bas Devos (Belgio)
- Give Me Liberty, regia di Kirill Michanovskij (Stati Uniti d'America)
- Hatsukoi, regia di Takashi Miike (Giappone, Regno Unito)
- Huózhe chàngzhe, regia di Johnny Ma (Cina, Francia)
- Koirat eivät käytä housuja, regia di Jukka-Pekka Valkeapää (Finlandia, Lettonia)
- The Lighthouse, regia di Robert Eggers (Stati Uniti d'America, Canada)
- Lillian, regia di Andreas Horwath (Austria)
- Oleg, regia di Juris Kursietis (Lettonia, Belgio, Lituania, Francia)
- On va tout péter, regia di Lech Kowalski (Francia)
- Les particules, regia di Blaise Harrison (Svizzera, Francia)
- Parwareshgah, regia di Shahrbanoo Sadat (Danimarca, Afghanistan, Francia, Germania, Lussemburgo)
- Perdrix, regia di Erwan Le Duc (Francia)
- Por el dinero, regia di Alejo Moguillansky (Argentina)
- Sem seu sangue, regia di Alice Furtado (Brasile, Paesi Bassi, Francia)
- Tlamess, regia di Ala Eddine Slim (Tunisia, Francia)
- Wounds, regia di Babak Anvari (Stati Uniti d'America)
- Yves, regia di Benoît Forgeard (Francia) - film di chiusura[15]
- Zombi Child, regia di Bertrand Bonello (Francia)

### Proiezioni speciali
- Red 11, regia di Robert Rodriguez (Stati Uniti d'America)
- The Staggering Girl, regia di Luca Guadagnino (Italia)

### Cortometraggi
- Deux sœurs qui ne sont pas sœurs, regia di Beatrice Gibson (Regno Unito, Germania, Canada, Francia)
- Les extraordinaires mésaventures de la jeune fille de pierre, regia di Gabriel Abrantes (Portogallo, Francia)
- Grand Bouquet, regia di Nao Yoshigai (Giappone)
- Hãy tỉnh thức và sẵn sàng, regia di An Pham Thien (Corea del Sud , Stati Uniti d'America, Vietnam)
- Je te tiens, regia di Sergio Caballero (Spagna)
- Movements, regia di Jeong Da-hee (Corea del Sud)
- Olla, regia di Ariane Labed (Francia, Regno Unito)
- Piece of Meat, regia di Jerrold Chong e Huang Junxiang (Singapore, Malesia)
- Plaisir fantôme, regia di Morgan Simon (Francia)
- That Which Is to Come Is Just a Promise, regia di Flatform (Italia, Paesi Bassi, Nuova Zelanda)

## Settimana internazionale della critica
La lista dei film componenti la sezione della Settimana internazionale della critica è stata annunciata il 22 aprile 2019.

### Concorso

#### Lungometraggi
- Abou Leïla, regia di Amin Sidi-Boumédiène (Algeria, Francia)
- Ceniza negra, regia di Sofía Quirós Ubeda (Costa Rica, Argentina, Cile, Francia)
- Dov'è il mio corpo? (J'ai perdu mon corps), regia di Jérémy Clapin (Francia)
- Nuestras madres, regia di César Díaz (Belgio, Francia, Guatemala)
- The Unknown Saint, regia di Alaa Eddine Aljem (Marocco, Francia, Qatar, Germania, Libano)
- Vivarium, regia di Lorcan Finnegan (Stati Uniti d'America)
- A White, White Day - Segreti nella nebbia (Hvítur, hvítur dagur), regia di Hlynur Pálmason (Islanda, Danimarca, Svezia)

#### Cortometraggi
- Dia de festa, regia di Sofia Bost (Portogallo)
- Fakh, regia di Nada Riyadh (Egitto, Germania)
- Ikki illa meint, regia di Andrias Høgenni (Danimarca)
- Journey Through a Body, regia di Camille Degeye (Francia)
- Kolektyviniai sodai, regia di Vytautas Katkus (Lituania)
- Lucía en el limbo, regia di Valentina Maurel (Belgio, Francia, Costa Rica)
- The Manila Lover, regia di Johanna Pyykkö (Norvegia, Filippine)
- Mardi de 8 à 18, regia di Cecilia de Arce (Francia)
- She Runs, regia di Qiu Yang (Cina, Francia)
- Ultimul drum spre mare, regia di Adi Voicu (Romania)

### Proiezioni speciali

#### Lungometraggi
- Tiepide acque di primavera (Chun jiang shui nuan), regia di Gu Xiaogang (Cina) - film di chiusura[17]
- Les héros ne meurent jamais, regia di Aude Léa Rapin (Francia, Belgio, Bosnia ed Erzegovina)
- Litigante, regia di Franco Lolli (Colombia, Francia) - film d'apertura[17]
- Tu mérites un amour, regia di Hafsia Herzi (Francia)

#### Cortometraggi
- Demonic, regia di Pia Borg (Australia)
- Invisível Herói, regia di Cristèle Alves Meira (Portogallo, Francia)
- Naptha, regia di Moin Hussain (Regno Unito)
- Please Speak Continuously and Describe Your Experiences as They Come to You, regia di Brandon Cronenberg (Canada)
- Tenzo, regia di Katsuya Tomita (Giappone)

## Giurie

### Concorso principale
- Alejandro González Iñárritu, regista, sceneggiatore e produttore (Messico) - Presidente di giuria
- Enki Bilal, regista e sceneggiatore (Francia)
- Robin Campillo, regista, sceneggiatore e montatore (Francia)
- Elle Fanning, attrice (Stati Uniti d'America)
- Yorgos Lanthimos, regista, sceneggiatore e produttore cinematografico (Grecia)
- Maimouna N'Diaye, attrice e regista (Francia)
- Paweł Pawlikowski, regista e sceneggiatore (Polonia)
- Kelly Reichardt, regista e sceneggiatrice (Stati Uniti d'America)
- Alice Rohrwacher, regista e sceneggiatrice (Italia)

### Un Certain Regard
- Nadine Labaki, attrice, regista e sceneggiatrice (Libano) - Presidente di giuria
- Lisandro Alonso, regista e sceneggiatore (Argentina)
- Lukas Dhont, regista e sceneggiatore (Belgio)
- Marina Foïs, attrice (Francia)
- Nurhan Sekerci-Porst, produttrice (Germania)

### Caméra d'or
- Rithy Panh, regista, sceneggiatore e produttore (Cambogia) - Presidente di giuria
- Alice Diop, regista (Francia)
- Benoît Delhomme, direttore della fotografia (Francia)
- Sandrine Marques, Rappresentante dell'Unione dei Critici (Francia)
- Nicolas Naegelen, tecnico del suono (Francia)

### Cinéfondation e cortometraggi
- Claire Denis, regista e sceneggiatrice (Francia) - Presidente di giuria
- Eran Kolirin, regista e sceneggiatore (Israele)
- Panos H. Koutras, regista e sceneggiatore (Grecia)
- Stacy Martin, attrice (Francia)
- Cătălin Mitulescu, regista, sceneggiatore e produttore (Romania)

### Settimana internazionale della critica
- Ciro Guerra, regista, sceneggiatore e produttore (Colombia) - Presidente di giuria
- Amira Casar, attrice (Francia, Regno Unito)
- Marianne Slot, produttrice (Danimarca, Francia)
- Djia Mambu, giornalista e critico (Congo)
- Jonas Carpignano, regista e sceneggiatore (Italia)

### L'Œil d'or
- Yolande Zauberman, regista (Francia) - Presidente di giuria
- Romane Bohringer, attrice e regista (Francia)
- Éric Caravaca, attore e regista (Francia)
- Ross McElwee, regista, direttore della fotografia, produttore, montatore e scenografo (Stati Uniti d'America)
- Iván Giroud, direttore del Festival de La Havana (Cuba)

### Queer Palm
- Virginie Ledoyen, attrice (Francia) - Presidente di giuria
- Claire Duguet, direttrice della fotografia, regista, sceneggiatrice e produttrice (Francia)
- Kee Yoon Kim, attrice e comica (Francia)
- Filipe Matzembacher, regista, sceneggiatore e produttore (Brasile)
- Marcio Reolon, regista, sceneggiatore, produttore e attore (Brasile)

## Palmarès

### Concorso
- Palma d'oro: Parasite (Gisaengchung), regia di Bong Joon-ho
- Grand Prix Speciale della Giuria: Atlantique, regia di Mati Diop
- Prix de la mise en scène: Jean-Pierre e Luc Dardenne per L'età giovane (Le jeune Ahmed)
- Prix du scénario: Céline Sciamma per Ritratto della giovane in fiamme (Portrait de la jeune fille en feu)
- Prix d'interprétation féminine: Emily Beecham per Little Joe
- Prix d'interprétation masculine: Antonio Banderas per Dolor y gloria
- Premio della giuria (ex aequo): I miserabili (Les Misérables), regia di Ladj Ly e Bacurau, regia di Kleber Mendonça Filho e Juliano Dornelles
- Menzione speciale della giuria: Il paradiso probabilmente (It Must Be Heaven), regia di Elia Suleiman

### Un Certain Regard
- Premio Un Certain Regard: La vita invisibile di Eurídice Gusmão (A vida invisível), regia di Karim Aïnouz
- Premio della Giuria: O que arde, regia di Oliver Laxe
- Miglior Regia: Kantemir Balagov per La ragazza d'autunno (Dylda)
- Miglior Interpretazione: Chiara Mastroianni per L'hotel degli amori smarriti (Chambre 212)
- Premio Speciale della Giuria: Liberté, regia di Albert Serra
- Coups de Coeur (ex aequo): La femme de mon frère, regia di Monia Chokri e The Climb, regia di Micheal Angelo Covino
- Menzione Speciale della Giuria: Jeanne, regia di Bruno Dumont

### Settimana internazionale della critica
- Gran Premio Settimana internazionale della critica: Dov'è il mio corpo? (J'ai perdu mon corps), regia di Jérémy Clapin[18]
- Premio Rivelazione Louis Roederer Foundation: Ingvar E. Sigurðsson per A White, White Day - Segreti nella nebbia (Hvítur, hvítur dagur)
- Premio SACD: Nuestras madres, regia di César Díaz
- Aide Fondation Gan à la Diffusion: Vivarium, regia by Lorcan Finnegan
- Premio Scoperta Leica Cine del cortometraggio: She Runs, regia di Qiu Yang
- Premio Canal+ del cortometraggio: Ikki illa meint, regia di Andrias Høgenni

### Quinzaine des Réalisateurs
- Premio Europa Cinema Label: Alice e il sindaco (Alice et le maire), regia di Nicolas Pariser
- Premio SACD: Une fille facile, regia di Rebecca Zlotowski
- Premio Illy per il cortometraggio: Hãy tỉnh thức và sẵn song, regia di An Pham Thien

### Cinéfondation
- Primo premio - Mamo a mano, regia di Louise Courvoisier
- Secondo premio - Hiêu, regia di Richard Van
- Terzo premio - Ambience, regia di Wisam Al Jafari e Duszyczka, regia di Barbara Rupik (ex aequo)

### Altri premi
- Caméra d'or: Nuestras madres, regia di César Díaz
- Premio Fipresci:
  - Concorso: Il paradiso probabilmente (It Must Be Heaven), regia di Elia Suleiman
  - Un Certain Regard: La ragazza d'autunno (Dylda), regia di Kantemir Balagov
  - Quinzaine des réalisateurs: The Lighthouse, regia di Robert Eggers
- Premio della Giuria Ecumenica: La vita nascosta - Hidden Life (A Hidden Life), regia di Terrence Malick
- L'Œil d'or (ex aequo): Alla mia piccola Sama (For Sama), regia di Waad Al Kateab e Edward Watts e La cordillera de los sueños, regia di Patricio Guzmán
- Queer Palm: Ritratto della giovane in fiamme (Portrait de la jeune fille en feu), regia di Céline Sciamma
  - Cortometraggio Queer Palm: La distance entre le ciel et nous, regia di Vasilis Kekatos
- Premio François-Chalais: La vita nascosta - Hidden Life (A Hidden Life), regia di Terrence Malick
- Trophée Chopard:[19]
  - Rivelazione femminile: Florence Pugh
  - Rivelazione maschile: François Civil
- Premio dell'AFCAE: Parasite (Gisaengchung), regia di Bong Joon-ho
  - Menzione speciale: I miserabili (Les Misérables) di Ladj Ly
- Dog Palm: C'era una volta a... Hollywood (Once Upon a Time in... Hollywood) per il pitbull Brandy[20]
- Premio Pierre Angénieux: Bruno Delbonnel
- Cannes Soundtrack Award:
  - Disque d'Or: Alberto Iglesias per Dolor y gloria
  - Disque d'Or d'honneur: Jean-Michel Blais per Matthias & Maxime
- Premio CST dell'Artista-Tecnico: Flora Volpeliere per il montaggio e Julien Poupard per le luci e l'ambientazione di I miserabili (Les Misérables)
  - Menzione speciale: Claire Mathon per la fotografia di Ritratto della giovane in fiamme (Portrait de la jeune fille en feu) e Atlantique

### Premi speciali
- Palma d'oro onoraria: Alain Delon[21]
- Carrosse d'Or: John Carpenter[22]